# Darío Campos Conde
Darío Campos Conde (Villaodrid, Lugo, 1965) es un político español del PSOE, alcalde de Puente Nuevo desde 2007 y presidente de la Diputación Provincial de Lugo entre 2015 y 2019.

## Trayectoria
Veterinario de profesión, en las elecciones municipales de 2007 encabezó la candidatura del Partido Socialista Obrero Español a la alcaldía de Puente Nuevo y fue elegido alcalde con mayoría absoluta. En las municipales de 2011, 2015 y 2019 revalidó su cargo, de nuevo con una amplia mayoría absoluta (ocho concejales de once en 2019).
Por sus victorias con amplia mayoría y su confianza en el partido, fue nombrado, casi por sorpresa, candidato a presidir la Diputación de Lugo desde Ferraz después de la fallida pugna entre los dos posibles candidatos (Juan Carlos González Santín, concejal de Lugo, y Manuel Martínez Núñez, alcalde de Becerreá). Santín, quien era el candidato oficial, no obtuvo suficientes apoyos en la militancia y se retiró; mientras que Martínez no tuvo el apoyo de las altas esferas del partido ni el del BNG, su imprescindible socio de gobierno. La elección de Darío Campos, que era un candidato de consenso, no gustó a Martínez, quien votó por sí mismo en primera vuelta y en blanco en segunda, dando al Partido Popular el gobierno de la Diputación.
En octubre de 2015 consigue ser elegido presidente de la Diputación lucense tras la moción de censura del PSOE y el BNG contra Elena Candia, que era presidenta del organismo desde junio gracias a los votos del PP y del diputado socialista díscolo Manuel Martínez, quien finalmente permitió recuperar el gobierno a los socialistas.
En 2019 Campos, aunque quería presentarse a la reelección, finalmente no repitió como candidato a la Diputación de Lugo al nombrar el partido a José Tomé, alcalde de Monforte de Lemos, como su sucesor, que se convirtió en el nuevo presidente del organismo provincial el 27 de julio de 2019.

## Cargos
| Predecesor: Enrique Fernández González | Alcalde de Puente Nuevo 2007-actualidad                  | Sucesor: En el cargo    |
| Predecesor: Elena Candia               | Presidente de la Diputación Provincial de Lugo 2015-2019 | Sucesor: José Tomé Roca |